# Дальбави, Марк-Андре
Марк-Андре Дальбави́ (фр. Marc-André Dalbavie, 10 февраля 1961, Нёйи-сюр-Сен) — французский композитор, автор сочинений в технике спектральной музыки.

## Биография
- Закончил Парижскую консерваторию, где его преподавателями были Мишель Филиппо (композиция), Ги Ребель (электроакустика), Бетси Жолас и Клод Байиф (музыкальный анализ), Мариюс Констан (оркестровка), Тристан Мюрай (музыкальная информатика) и Пьер Булез (дирижирование).
- В 1985—1990 участвовал в работе IRCAM
- В 1992—1993 — стипендиат DAAD в Берлине
- В 1995—1996 — стипендиат Виллы Медичи в Риме.
- В 1998—1999 — приглашенный композитор Кливлендского оркестра
- В 2000 — приглашенный композитор в оркестре Миннесоты
- С 2001 (на четыре сезона) — приглашенный композитор в Оркестре Парижа
- В 2005 — почетный гость фестиваля Présences, который организует Радио Франции.

## Список сочинений
- Камерная симфония (1980), 16 min
- Clair-Obscur (1981), 9 min
- Les Paradis mécaniques (1981-1983), 15 min
- Poème n°1 для ансамбля (1983), 17 min
- Xylèmes для оркестра (без деревянных) (1984), 17 min
- Les Miroirs transparents для оркестра (1985), 17 min
- Diadèmes для подготовленного альта, ансамбля электроники и инструментального ансамбля (1986), 22 min
- Interludes I, 5 пьес для скрипки соло (1984—1988), 40 min
- Impressions, mouvements, оратория для рассказчика, хора, оркестра и электроники (1989), 42 min
- Instances для симфонического оркестра, электроники и 12 голосов (1989-1991), 40 min
- Элегия для флейты соло (1990), 3 min
- Маленькая интерлюдия для альта и фортепиано (1992), 2 min
- Маленькая интерлюдия для саксгорна или тубы соло (1992), 3 min
- Interludes II для тромбона соло (1993)
- Interludes III для тромбона соло (1993)
- Seuils для сопрано и ансамбля (1991—1993), 45 min
- Секстет (1992—1993), 15 min
- Concertino для барочного оркестра (1994), 14 min
- In Advance of the Broken Time… (1994), 13 min
- Offertoire extrait du Requiem de la réconciliation, для мужского хора и оркестра (1995), 7 min
- Концерт для скрипки и оркестра (1996), 24 min
- Tactus (1996), 19 min
- Correspondances для сопрано, контральто, баритона, 8 инструменталистов и электроники (1997)
- Non-lieu для женского хора (4 группы) и ансамбля (1997), 23 min
- Interlude IV для гобоя (1998), 13 min
- Antiphonie, двойной концерт для кларнета и бассетгорна (1999), 24 min
- The Dream of the Unified Space, концерт для оркестра (1999), 22 min
- Concertate il suono для оркестра (2000), 24 min
- Sextine Cyclus для сопрано и инструментального ансамбля, на стихи трубадуров (2000)
- Color для оркестра (2001), 22 min
- Ligne de fuite, памяти Жерара Гризе (2001), 2 min
- Mobiles для 4 хоровых групп по 4 и инструментального ансамбля (2001), 44 min
- Чакона для оркестра (2002), 12 min
- Палимпсест (2002), 14 min
- The Rocks under the Water для оркестра (2002), 12 min
- Chants для 6 мужских голосов a cappella или с инструментальным ансамблем (2003), 25 min
- Double jeu для сопрано, ансамбля европейских и ансамбля традиционных китайских инструментов, на стихи Эзры Паунда (2003), 30 min
- Axiom для фортепиано, кларнета, фагота и трубы (2004), 15 min
- La marche des transitoires для гобоя и 10 инструментов (2004)
- Trio для скрипки, валторны и фортепиано (2004), 16 min
- Comptines для детского хора, фортепиано, перкуссии и арфы (2005), 10 min
- Концерт для фортепиано (2005), 25 min
- Симфониетта (2005), 25 min
- Концерт для флейты (2006), 17 min
- Оркестровые вариации на темы Яначека (2006), 22 min
- La Source d’un regard для оркестра (2007), 15 min
- Сонеты Луизы Лабе для контратенора и оркестра (2008), 20 min
- Трио № 1 для скрипки, виолончели и фортепиано (2008), 18 min
- Melodia для ансамбля (2009), 12 min
- Джезуальдо, опера (2010)
- Фортепианный квартет (2011)
- Струнный квартет (2012)
- Концерт для виолончели (2013), 19 min
- Шарлотта Саломон, опера (2014, исполнена на Зальцбургском фестивале в июле 2014, пост. Люка Бонди, дирижировал автор)

## Педагогическая деятельность
С 1996 года преподает оркестровку в alma mater.

## Признание
- Римская премия (1994).
- Премия Эрнста фон Сименса (1994).
- Лучший молодой композитор 1998 года, по версии газеты USA Today.
- Премия Зальцбургского пасхального фестиваля.
- Орден Искусств и литературы (2004)